# Louis-Charles-César Le Tellier

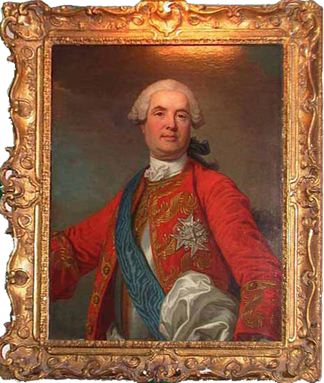
Louis Charles César Le Tellier,
Ölgemälde von Louis-Michel van Loo, 1759

Louis-Charles-César Le Tellier, chevalier de Louvois, marquis de Courtanvaux, seit 1763 duc d’Estrées (* 2. Juli 1695; † 2. Januar 1771), war ein französischer Heerführer und Marschall von Frankreich.

## Leben

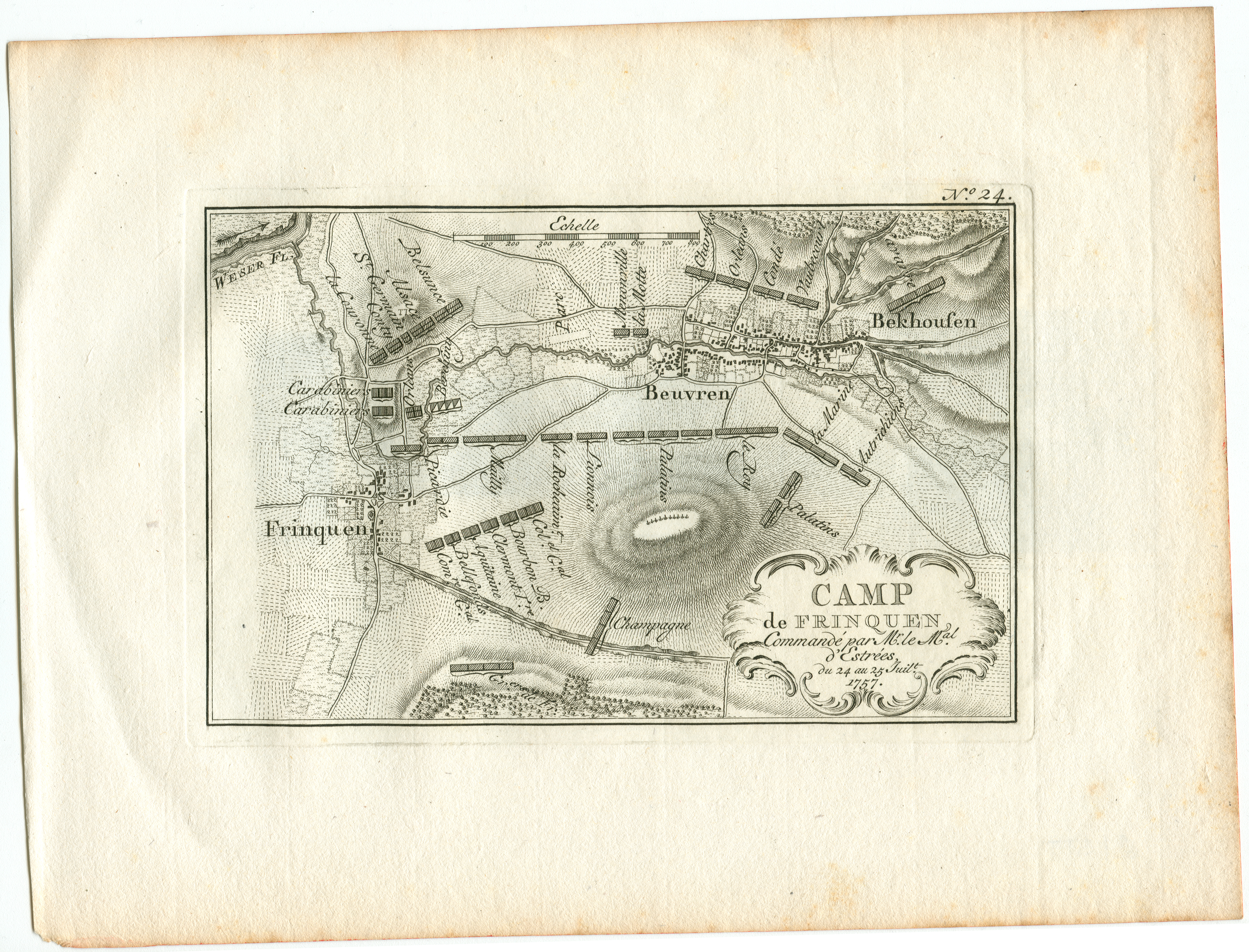
Camps topographique... Nummer 24: „Feldlager Frenke (in Niedersachsen, mit Börry und Bessinghausen) befehligt durch Seine Durchlaucht den Marschall von Estrées“, 1757

Letellier-Louvois war ein Enkel des Kriegsministers Louvois. Er diente als Malteserritter in Spanien, Böhmen und 1743–47 in den Niederlanden.
Er wurde am 24. Februar 1757 Marschall von Frankreich und erhielt im März 1757 den Oberbefehl der Armee in Deutschland. Er überschritt die Weser und nahm in Münster vom 25. Mai bis zum 3./4. Juni 1757 im gerade unter dem Münsterschen Artilleriegeneral und Baumeister Johann Conrad Schlaun fertiggestellten Erbdrostenhof auf der Salzstraße sein Hauptquartier.
Am 26. Juli schlug er den Herzog von Cumberland in der Schlacht bei Hastenbeck, musste aber infolge von Hofintrigen sein Kommando an den Herzog von Richelieu abgeben.
1762 übernahm er nochmals mit Soubise das Kommando der Hauptarmee, ohne jedoch etwas auszurichten. Seit 1763 Herzog von Estrées, blieb er Mitglied des geheimen Conseils bis zu seinem Tod am 2. Januar 1771. Mit ihm erlosch der Name Estrées.